# デンスケ (漫画)
『デンスケ』は、横山隆一による日本の漫画作品。1949年12月1日から1955年12月31日まで『毎日新聞』朝刊に連載された。
サラリーマン・デンスケが主人公のギャグ漫画。横山の他作品のキャラクターも登場し、横山作品の中では世界観の橋渡し的な特徴を持つ。デンスケは給仕から正社員に登用され、仕事に恋に活躍し、結婚して完結する。
放送取材用携帯型録音機の呼称「デンスケ」は本作品に由来するとされる。

## 登場人物
茶刈デンスケ
この漫画の主人公。のんきでとぼけてはいるが、抜け目がない青年。同じ横山作の『フクちゃん』に登場する少年・キヨちゃんの家である陶器店に下宿している。
ショウ子
デンスケの彼女。ナミ子を介してデンスケと知り合い、最終回で結婚する。
社長
丸顔の男性。ちょっと抜けた所がある。
手礼美ジョン
日系2世。中途入社だがデンスケの上司となり、デンスケを街頭録音に駆り立てる。
大中ペ子
連載前作の『ペ子ちゃん』の主人公。デンスケの職場の先輩。
清水ナミ子
デンスケの下宿先の娘。ショウ子の友達。『フクちゃん』参照。
清水キヨシ（キヨちゃん）
デンスケの下宿先の幼児。ナミ子の弟。『フクちゃん』参照。
茶刈デン七
デンスケの父。
ドシャ子
デンスケの実家の近所に住む母子家庭の児童。茶刈家に預けられる。「アカチバラチー」が口癖。
コマ子
ドシャ子の友達。
ガラ子
コマ子の姉。

## 単行本
- デンスケ 1・2（毎日新聞社 1950年 - 1951年）
- ぺ子とでんすけ（毎日新聞社 1950年） - 『ペ子ちゃん』『デンスケ』2作の傑作集。
- デンスケ 1・2（トッパン 1955年）
- ドシャ子ちゃん（文陽社 1956年） - 脇役のドシャ子に関するエピソードの傑作選。
- デンスケ 1・2（文陽社 1957年）
- アカチバラチー ドシャ子（秋元文庫 1976年） - 同上。

## メディア展開
- 2回実写映画化された。
  - ペ子ちゃんとデン助（1950年 配給：松竹、主演：笠置シヅ子・堺駿二）
  - デンスケの宣伝狂（1956年 配給：日活、主演：フランキー堺）
- 1951年に新日本放送（のちのMBSラジオ）でラジオドラマ化された。大丸の単独提供。
- 『フクちゃん』が1982年にテレビ朝日系列でテレビアニメ化された際は、デンスケは巡査の設定で登場した。